# Daliu (sockenhuvudort i Kina, Hubei Sheng, lat 33,02, long 110,74)
Daliu (kinesiska: 大柳, 大柳乡) är en sockenhuvudort i Kina. Den ligger i provinsen Hubei, i den centrala delen av landet, omkring 430 kilometer nordväst om provinshuvudstaden Wuhan. Antalet invånare är 11 762. Befolkningen består av 5 410 kvinnor och 6 352 män. Barn under 15 år utgör 14,0 %, vuxna 15-64 år 74 %, och äldre över 65 år 11,0 %.
Runt Daliu är det ganska tätbefolkat, med 144 invånare per kvadratkilometer. Närmaste större samhälle är Nanhuatang, 19,5 km nordost om Daliu. I omgivningarna runt Daliu växer i huvudsak blandskog.
Genomsnittlig årsnederbörd är 964 millimeter. Den regnigaste månaden är augusti, med i genomsnitt 166 mm nederbörd, och den torraste är december, med 8 mm nederbörd.